# Nordische Skiweltmeisterschaften 1937/Nordische Kombination Männer

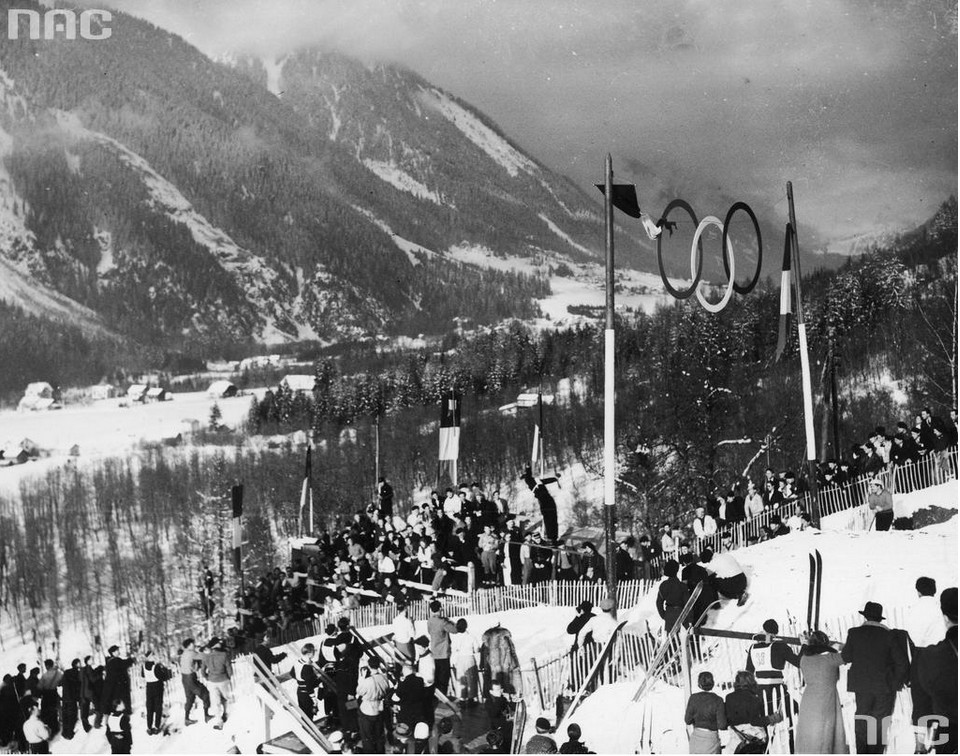
Die Skisprungschanze von Chamonix

Bei den Nordischen Skiweltmeisterschaften 1937, die vom 14. bis 18. Februar 1937 im französischen Wintersportort Chamonix-Mont-Blanc stattfanden, kam ein Wettbewerb in der Nordischen Kombination zur Austragung.

## Teilnehmer
Von den 22 gemeldeten Sportlern starteten siebzehn im Skilanglauf über 18 km, der wie in diesen Jahren üblich gemeinsam mit den Langlaufspezialisten ausgetragen wurde.

## Wettbewerbe
Den Langlauf entschied der Norweger Sigurd Røen für sich. Er gewann vor dem Tschechoslowaken Gustl Berauer und Rolf Kaarby, ebenfalls aus Norwegen. Zwei Athleten – der Franzose Raymond Berthet und der Finne Lauri Valonen – mussten bereits im Skilanglaufrennen aufgeben.
Im Sprunglauf gingen somit nur noch fünfzehn Sportler an den Start. Jeder Athlet hatte zwei Sprünge zu absolvieren, die beide in die Wertung kamen. Das Springen entschied der nordische wie auch alpine Allrounder Per Fossum aus Norwegen für sich. In der Gesamtwertung reichte Sigurd Røen ein fünfter Platz im Springen, um sich seinen einzigen Einzelweltmeistertitel im Skisport zu sichern. Auf den Plätzen zwei und drei folgten Rolf Kaarby und Aarne Valkama aus Finnland. Die beiden gewannen hier ihre einzigen Medaillen bei Großereignissen und feierten somit jeweils ihren persönlichen Karrierehöhepunkt.
Am Wettbewerb nahmen nur Vertreter aus sechs Nationen teil. Sportler aus bekannten Skiländern wie Schweden, Deutschland, Österreich und Italien fehlten.

## Legende
Kurze Übersicht zur Bedeutung der Symbolik – so üblicherweise auch in sonstigen Veröffentlichungen verwendet:
| DNF    | Wettkampf nicht beendet (did not finish)                                                       |
| DNS    | nicht am Start (did not start)                                                                 |
| *      | Sprung als gestürzt gewertet                                                                   |
| HDW    | Hauptverband Deutscher Wintersportvereine der Tschechoslowakischen Republik                    |
| SL RČS | Verband der Skifahrer der Tschechoslowakischen Republik (Svaz lyžařů Republiky československé) |

## Einzel (Großschanze K-60 / 18 km)
Datum:
Skilanglauf: Dienstag, 16. Februar 1937
Sprunglauf: Mittwoch, 17. Februar 1937
Austragungsorte: 
Skilanglauf: Chamonix
Sprunglauf: Tremplin olympique du Mont
Teilnehmer: 22 genannt; 17 gestartet; 14 gewertet

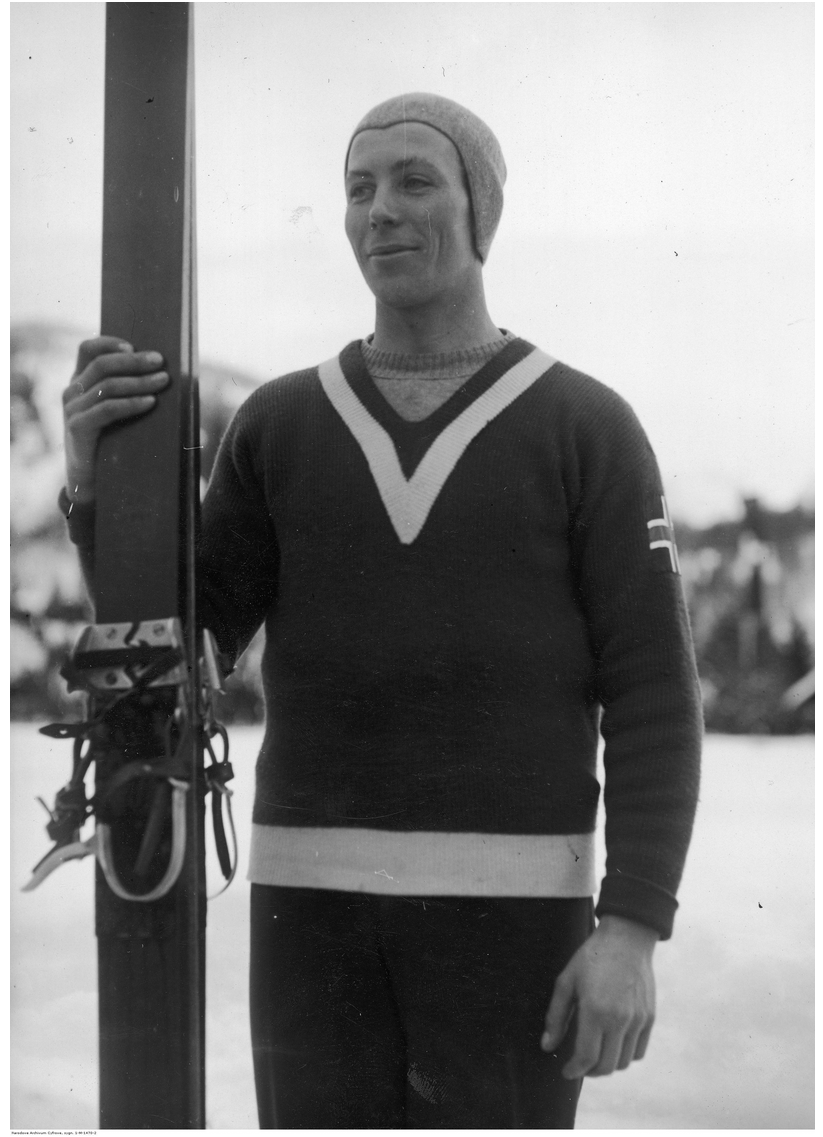
Weltmeister Sigurd Røen

| Rang | Athlet                    | Land                      | Punkte Gesamt | Zeit 18 km | Punkte 18 km | Rang 18 km | Sprung 1 | Sprung 2 | Punkte Springen | Rang Springen |
| ---- | ------------------------- | ------------------------- | ------------- | ---------- | ------------ | ---------- | -------- | -------- | --------------- | ------------- |
| 1    | Sigurd Røen               | Norwegen                  | 441,10        | 1:15:04 h  | 240,0        | 1          | 49,5 m   | 55,5 m   | 201,10          | 5             |
| 2    | Rolf Kaarby               | Norwegen                  | 429,20        | 1:18:46 h  | 219,0        | 3          | 55,0 m   | 55,5 m   | 210,20          | 2             |
| 3    | Aarne Valkama             | Finnland                  | 412,10        | 1:20:01 h  | 211,5        | 4          | 48,0 m   | 53,0 m   | 200,60          | 6             |
| 4    | Kaare Busterud            | Norwegen                  | 406,70        | 1:21:37 h  | 202,5        | 6          | 52,0 m   | 57,0 m   | 204,20          | 3             |
| 5    | Gustav Berauer            | Tschechoslowakei (HDW)    | 399,20        | 1:18:00 h  | 222,0        | 2          | 40,0 m   | 49,5 m   | 177,20          | 14            |
| 6    | Per Fossum                | Norwegen                  | 394,26        | 1:25:53 h  | 180,0        | 11         | 54,0 m   | 55,5 m   | 214,30          | 1             |
| 7    | Bronisław Czech           | Polen                     | 394,04        | 1:23:35 h  | 192,1        | 9          | 48,5 m   | 55,5 m   | 201,90          | 4             |
| 8    | Hallstein Sundet          | Norwegen                  | 391,50        | 1:22:13 h  | 199,5        | 8          | 51,5 m   | 53,0 m   | 192,00          | 9             |
| 9    | František Šimůnek         | Tschechoslowakei (SL RČS) | 388,70        | 1:21:53 h  | 201,0        | 7          | 47,0 m   | 39,5 m   | 187,70          | 10            |
| 10   | Ernst Berger              | Schweiz                   | 386,60        | 1:21:11 h  | 205,5        | 5          | 44,0 m   | 48,0 m   | 181,10          | 11            |
| 11   | Rudolf Vrána              | Tschechoslowakei (SL RČS) | 376,50        | 1:25:57 h  | 180,0        | 12         | 58,0 m   | 48,0 m   | 196,50          | 8             |
| 12   | Willy Bernath             | Schweiz                   | 366,80        | 1:24:42 h  | 186,0        | 10         | 45,0 m   | 47,0 m   | 180,80          | 12            |
| 13   | Oswald Julen              | Schweiz                   | 355,10        | 1:26:30 h  | 177,0        | 13         | 45,5 m   | 48,5 m   | 178,10          | 13            |
| 14   | Andrzej Marusarz          | Polen                     | 318,10        | 1:37:59 h  | 120,0        | 15         | 51,0 m   | 50,5 m   | 198,10          | 7             |
| DNF  | Jan Kovář                 | Tschechoslowakei (SL RČS) | -             | 1:30:43 h  | 156,0        | 14         | *        | -        | -               | -             |
| DNF  | Raymond Berthet           | Frankreich                | -             | DNF        | -            | -          | -        | -        | -               | -             |
| DNF  | Lauri Valonen             | Finnland                  | -             | DNF        | -            | -          | -        | -        | -               | -             |
| DNF  | Magnar Fosseide           | Norwegen                  | -             | -          | -            | -          | -        | -        | -               | -             |
| DNS  | Stanisław Marusarz        | Polen                     |               |            |              |            |          |          |                 |               |
| DNS  | Jan Bochenek              | Polen                     |               |            |              |            |          |          |                 |               |
| DNS  | Marian Woyna Orlewicz     | Polen                     |               |            |              |            |          |          |                 |               |
| DNS  | Izydor Gąsienica-Łuszczek | Polen                     |               |            |              |            |          |          |                 |               |